# MD Helicopters MD 500
Gli elicotteri della serie MD 500 sono una famiglia di elicotteri leggeri multiruolo statunitensi per usi civili e militari, che attualmente comprende i modelli derivati MD 500E, MD 520N e MD 530F. L'elicottero MD 500 nacque come Hughes 500, versione civile dello Hughes OH-6 Cayuse, anche noto come Hughes Model 369, in origine commissionato dall'Esercito degli Stati Uniti.

## Storia

### Le origini
La serie Hughes 369 venne realizzata in risposta a un requisito dell'U.S. Army per un elicottero da osservazione leggero. Nel 1960, l'U.S. Army emise la Technical Specification 153 per un elicottero leggero da osservazione (LOH - light observation helicopter) in grado di soddisfare vari ruoli: trasporto di personale, scorta e missioni di attacco, eliambulanza e osservazione. Dodici società presero parte nella competizione e la Hughes Tool Company's Aircraft Division sottopose il Model 369.  La commissione dell'Esercito e Marina Militare statunitensi selezionò come finalisti i due progetti sottoposti da Fairchild-Hiller e Bell, ma l'esercito incluse in seguito anche l'elicottero della Hughes.
Il primo prototipo del Model 369 volò per la prima volta il 27 febbraio 1963. Originariamente designato come YHO-6A secondo il sistema di designazione dell'esercito, venne rinominato YOH-6A nel 1962 quando il Dipartimento della Difesa stabilì un nuovo sistema di designazione per gli aeromobili. Furono costruiti cinque prototipi, equipaggiati con una turbina Allison T63-A-5A da 252 shp e consegnati all'Esercito statunitense a Camp Rucker, Alabama per competere contro gli altri dieci prototipi sottoposti dalla Bell e Fairchild-Hiller. Durante il corso della competizione, la proposta della Bell, lo YOH-4, fu eliminata come conseguenza del sottodimensionamento del motore, un T63-A-5 da 250 shp. Rimasero in lizza per il contratto LOH la Fairchild-Hiller e la Hughes. La Hughes vinse la gara e l'Esercito sottoscrisse un contratto per l'avvio della produzione nel maggio 1965, con un ordine iniziale per 714 esemplari, aumentato più tardi a 1300 con un'opzione per altri 114. Il ritmo di produzione mensile giunse a 70 elicotteri nel primo mese. Ma la Bell non rimase a osservare il successo della rivale e mise mano al suo migliore elicottero leggero, il Bell 206, che aveva perso contro l'Hughes. Convinta che potesse risultare un elicottero di successo, venne perfezionato nel modello 206A e a quel punto si ritenne di avere la carta vincente per riaprire il concorso prima che venissero consegnati tutti gli elicotteri. Se la Bell migliorò la propria posizione, la Hughes peggiorò a sua volta, perché ad un certo punto, alla metà degli anni '60, non riuscì a contenere i prezzi di produzione ai livelli pattuiti, dando almeno parziale ragione ai contestatori della sua vittoria.
Accadde così che la gara per l'elicottero leggero da osservazione venisse riaperta nel 1967, e il marzo dell'anno dopo portò un verdetto clamoroso, con la vittoria della Bell. Questo fece sì che ai 1400 OH-6 Cayuse seguissero ben 2200 elicotteri OH-58 Kiowa (versione militare del Bell 206), consegnati tutti entro il 1973, tanto che nel decennio successivo sono riusciti a rimpiazzare quasi totalmente i loro concorrenti, a metà anni '80 ridotti a circa 400 e tolti dall'organico dei battaglioni elicotteri assegnati alle Divisioni dell'US Army. Da questo concorso, con i suoi colpi di scena e i suoi 2 vincitori, è nato in sostanza il mondo degli elicotteri leggeri moderni.

## Hughes 500/MD-500

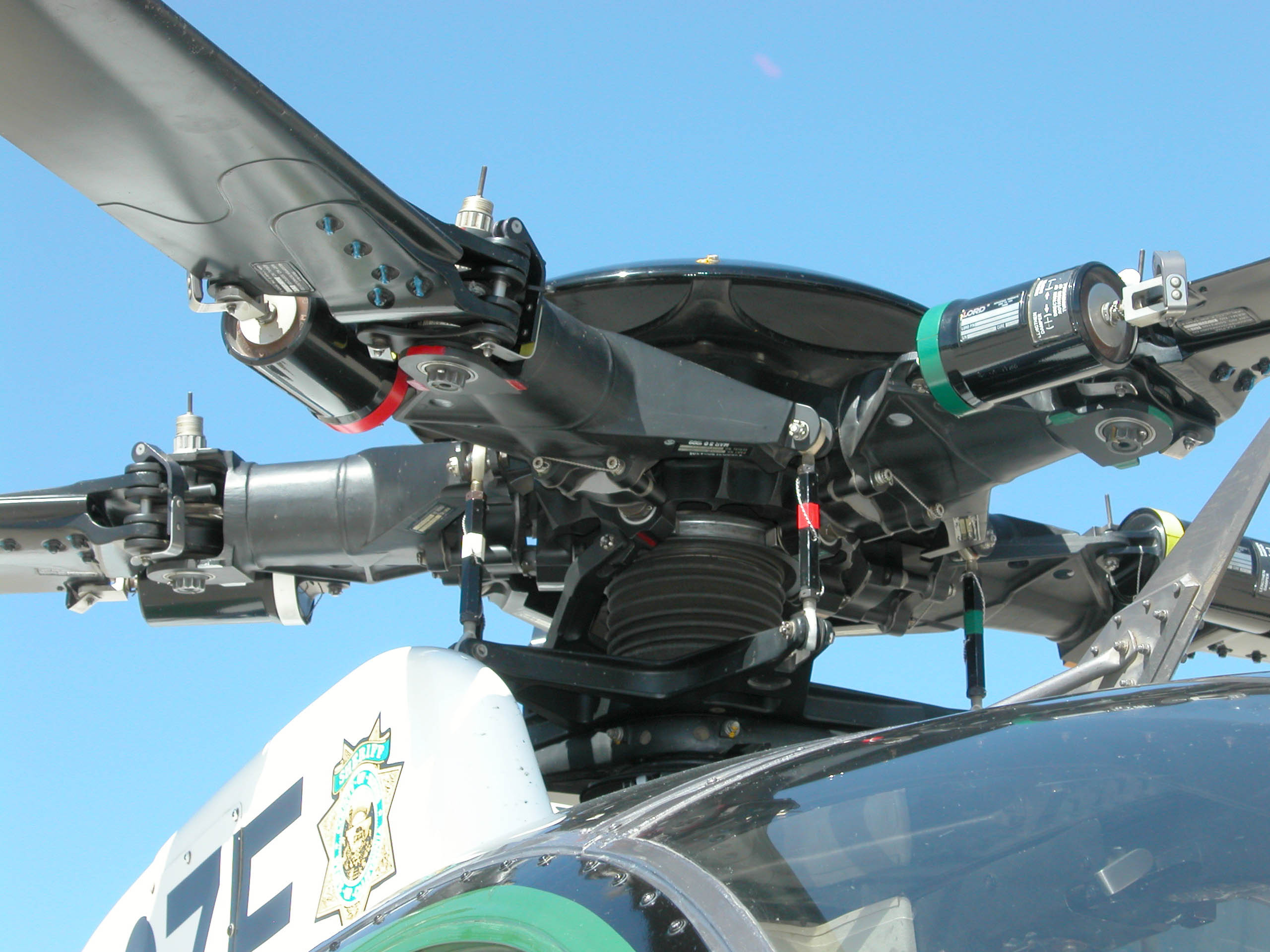
Testa del rotore dell'MD 500E

Prima della presentazione in volo dell'OH-6, la Hughes annunciò che stava sviluppando una versione civile da introdurre sul mercato con il nome Hughes 500, disponibile in configurazioni a cinque e sette posti. Venne anche offerta una versione utility con un motore più potente e denominata 500U (più tardi 500C).
Lo sviluppo e la produzione continuò, e nel 1976 venne posto in vendita l'Hughes 500D, una versione migliorata con un motore più potente, una coda a T, un nuovo rotore principale a cinque pale e in opzione un rotore di coda a quattro pale. I 500D furono sostituiti dai 500E a partire dal 1982. La nuova versione differiva per il naso più affusolato e per vari miglioramenti interni tra cui maggiore spazio nell'abitacolo in altezza e per le gambe. Venne creata un'ulteriore versione, la 530F, più potente dei 500E e ottimizzata per lavori ad altezze e temperature maggiori.
Nel gennaio 1984 McDonnell Douglas acquistò Hughes Helicopters e da agosto 1985 i 500E e i 530F furono costruiti come MD 500E e MD 530F Lifter. In seguito alla fusione tra Boeing e McDonnell Douglas del 1997, la Boeing vendette la produzione di elicotteri civili alla MD Helicopters nel 1999.
Le varianti militari sono state introdotte sul mercato con il nome MD 500 Defender.

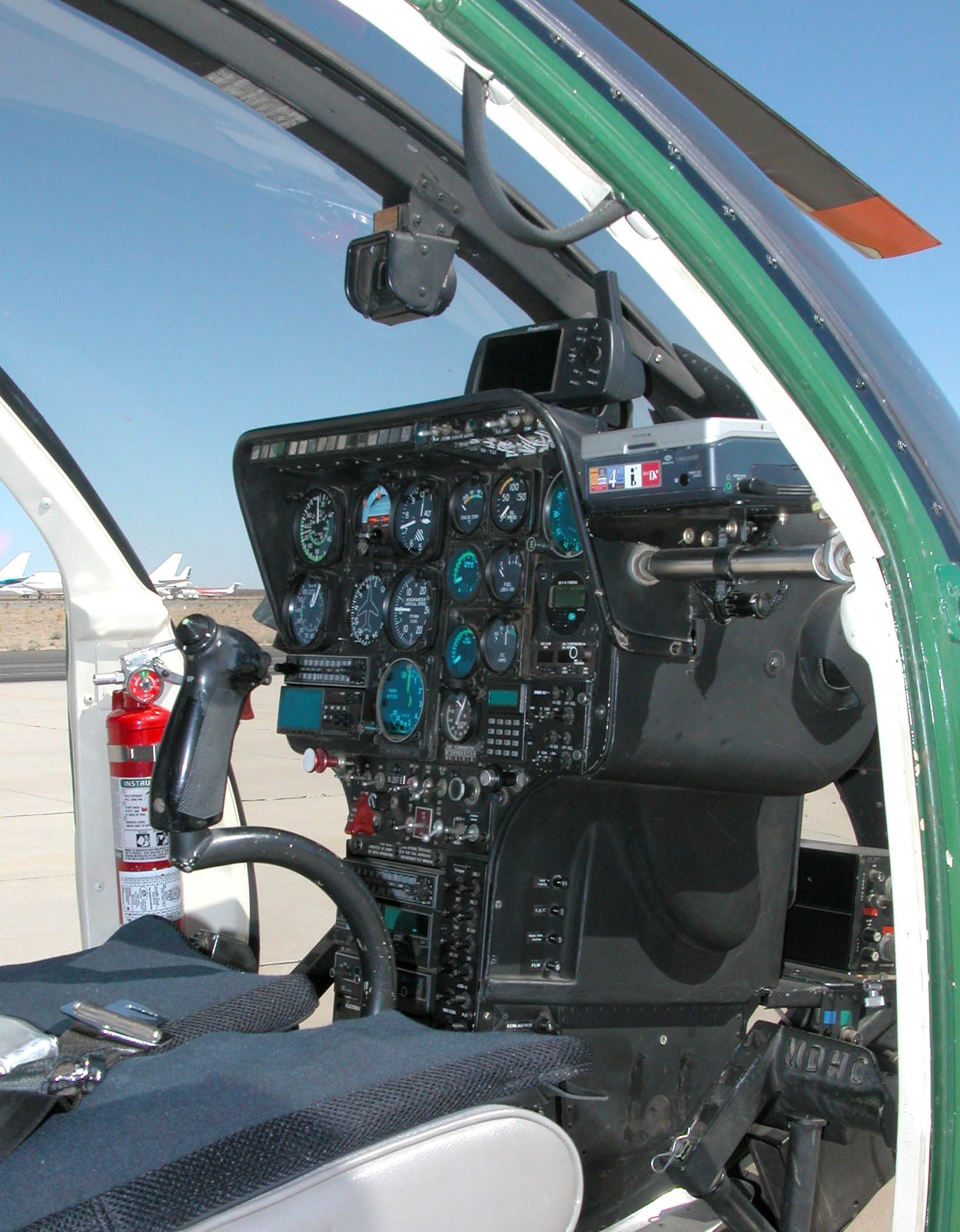
Cockpit dell'MD 500E.

### In Italia
La versione MD 500E è stata prodotta in Italia su licenza dalla Breda Nardi (acquisita dalla Agusta nel 1989) come NH-500.
Il Servizio aereo della Guardia di Finanza ordinò 50 NH-500 nelle versioni MC e MD, che entrarono in servizio tra il 1977 e il 1986.
Nel 1987 iniziò la produzione per la fornitura di 50 esemplari all'Aeronautica Militare. Le consegne iniziarono nel 1989 presso il 72º Stormo  con due NH-500D, seguiti nel maggio 1990 dagli NH-500E che andarono progressivamente a sostituire la flotta di AB-47 nei compiti di velivoli scuola per gli elicotteristi di tutte le forze armate, forze di polizia, per i Vigili del Fuoco e per i piloti di altre nazioni. Tuttavia, oltre a tale compito addestrativo, questi apparecchi sono capaci di svolgere, nei limiti delle loro dimensioni, anche altri ruoli.
La strumentazione comprende 2 radio VHF-AM ART-151 e VHF-AM/FM SRT-651 HQ, un ADF ARG 80, un VOR-ILS-MB ANV 141, un DME 42, una girobussola AN/ASN-75 e un radioaltimetro PA 5411. Inoltre è presente un interfonico AG-06 e un IFF SIT 421A.
Il motore è un Allison 250 C20B da 420 shp, diminuiti a 375 per aumentare la vita utile e diminuire le sollecitazioni alla trasmissione con rotore principale a 5 pale. Il carrello d'atterraggio è dotato di un sistema per l'assorbimento delle sollecitazioni con un ammortizzatore idraulico e un sistema a bracci oscillanti che consente di migliorare le possibilità di sopravvivenza in caso di atterraggi pesanti.
La dotazione di carburante è costituita da 2 serbatoi flessibili ed auto-stagnanti antiurto sotto il vano di carico per un totale di 234 litri, ma è possibile installare nel comparto di carico un altro serbatoio da 190 litri. L'autonomia è di 2 ore, pari a circa 450 km, quasi raddoppiabili con il terzo serbatoio. La velocità arriva a 278 km/h (150 nodi) e la tangenza a 5280 m.
La capacità di trasporto è di 4 persone, con portelli di entrata apribili sottovento e sganciabili in emergenza. Una paratia tagliafuoco separa l'abitacolo dal comparto motore, che è sistemato dietro ed è dotato di filtri anti-polvere e impianto anti-stallo.
Tra i numerosi accessori presenti vi sono:
- benne di carico per il trasporto di 500 litri d'acqua in missione antincendio
- un verricello capace di sollevare 136 kg alla velocità di 18 metri al minuto per il salvataggio (una sola persona per volta)
- 2 barelle , abbinate a speciali portelli bombati, per il trasporto sanitario.
- Il pattino può essere dotato di ruote di manovra, oppure pattini da neve o galleggianti, per rendere la macchina anfibia
- È possibile sistemare, almeno teoricamente, anche 2 lanciarazzi da 51 mm ai lati della fusoliera, con 28 ordigni complessivi e una mitragliatrice leggera da 5,56 mm in cabina. Le mitragliatrici vennero realmente montate in Somalia, quando queste macchine vennero inviate a sostegno dell'Operazione Restore Hope[senza fonte].

### Defender ASW
La versione 500MD ASW riesce a comprimere in una cellula da meno di 1 500 kg al decollo un intero set di apparati ASW.
Questo elicottero ha un MAD AN/ASRQ-81 filabile sotto la fusoliera, un radar con portata strumentale di 275 km montato nel muso, in un cupolino, due siluri antisommergibile Mk 46 o i più vecchi ma leggeri Mk 44, anche se normalmente solo uno è trasportato a bordo. Si tratta di una macchina limitata, ma che consente, a qualunque nave di una certa dimensione di disporre di un velivolo ragionevolmente efficiente e che consenta di esplorare oltre l'orizzonte radar, attaccando bersagli subacquei con siluri ASW e localizzare navi per fornire dati sul lancio dei missili antinave da parte dell'unità madre. Essi sono entrati in servizio in Spagna e Taiwan, in quest'ultima con i vecchi cacciatorpediniere della classe Gearing aggiornati.

## Versioni

### Civili
500
Versione civile dell'OH-6 Cayuse motorizzata con una turbina Allison 250C-18B da 217 shp (236 kW).
500C (369H)
Versione commerciale potenziata con turbina Allison 250C-C20 da 400 shp (298 kW).
Kawasaki-Hughes 369HS
Versione costruita su licenza da Kawasaki Heavy Industries.
NH-500C
Versione prodotta su licenza da Breda Nardi.
500D (369D)
Nuova versione civile in produzione dal 1976 motorizzata con una turbina Allison 250-C20B 420 shp (313 kW), con rotore principale a 5 pale, rotore di coda a 4 pale e coda a T.
NH-500D
500D prodotto su licenza da Breda Nardi.
500E (369E)
Versione del MD 500D con cabina anteriore ridisegnata e turbina Rolls-Royce 250-C20B da 420 shp o 250-C20R da 450 shp, certificata nel 1982.
NH-500E
Versione italiana del 500E costruita su licenza dalla Breda Nardi.
530F (369F)
Versione con una turbina 250-C30 da 650 shp depotenziata a 425 o 375 shp, maggiore diametro del rotore e trave di coda allungata, certificata nel 1984.
530F+ (369FF)
Versione del MD 530F con turbina Allison 250-C30 da 425 shp e trasmissione modificata.
520N (500N)
Versione del 500E con sistema anticoppia NOTAR certificata nel 1991.
600N
Versione allungata del MD 520N con una turbina Allison 250-C47 da 600 shp e rotore a 6 pale.

### Militari

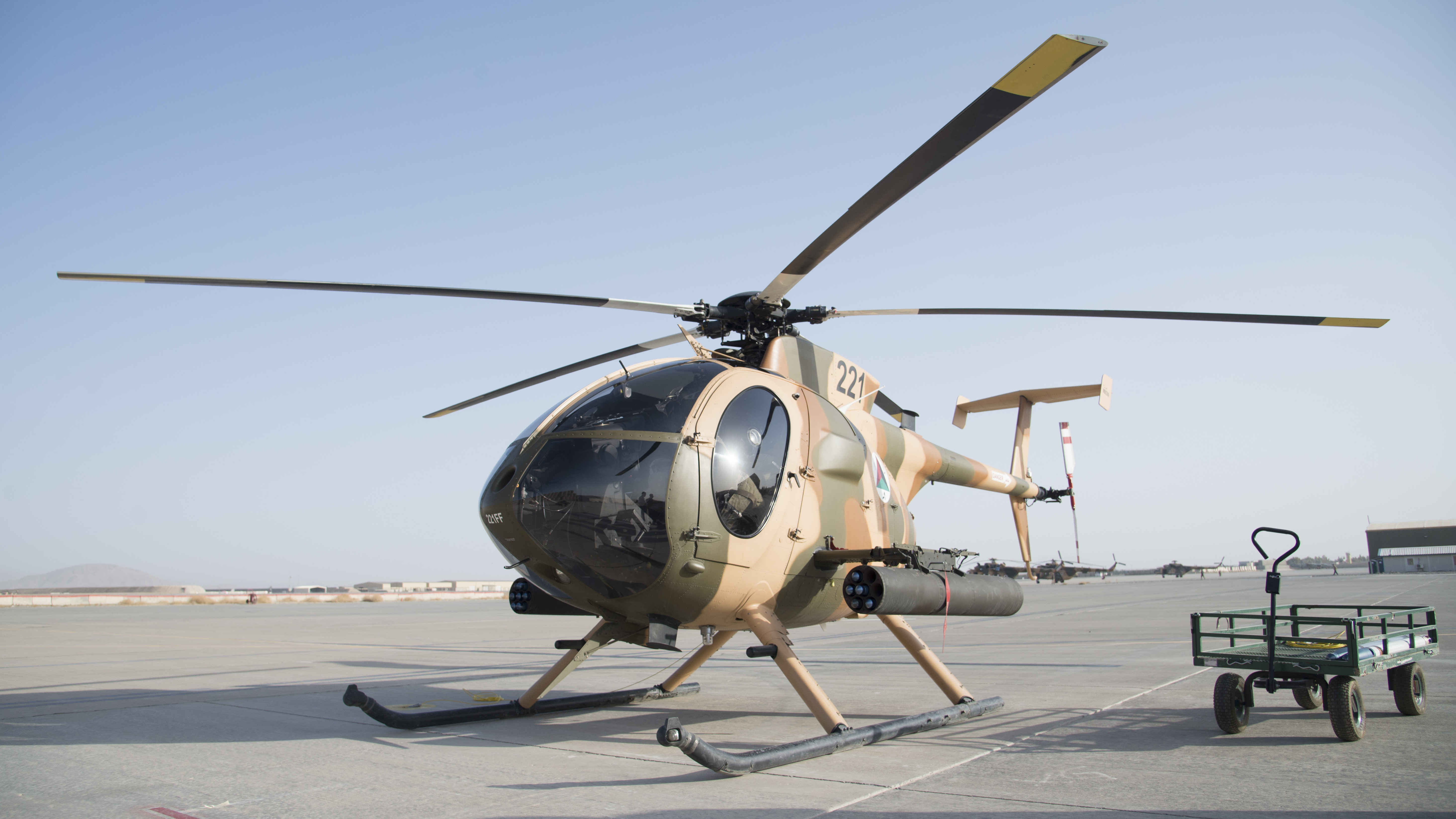
Un MD 530F Cauyse Warrior dell'aeronautica afghana

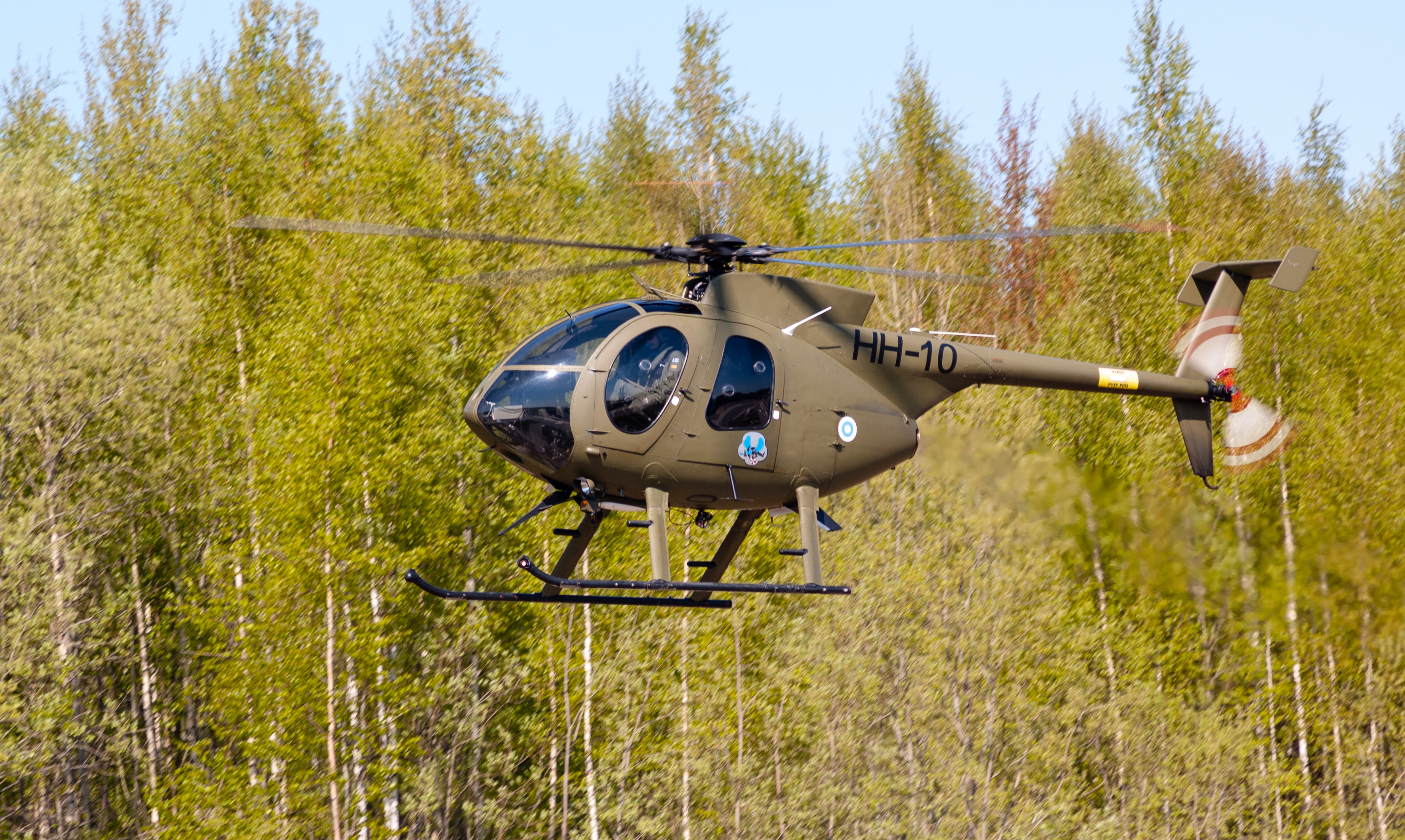
Un MD 500E dell'esercito finlandese

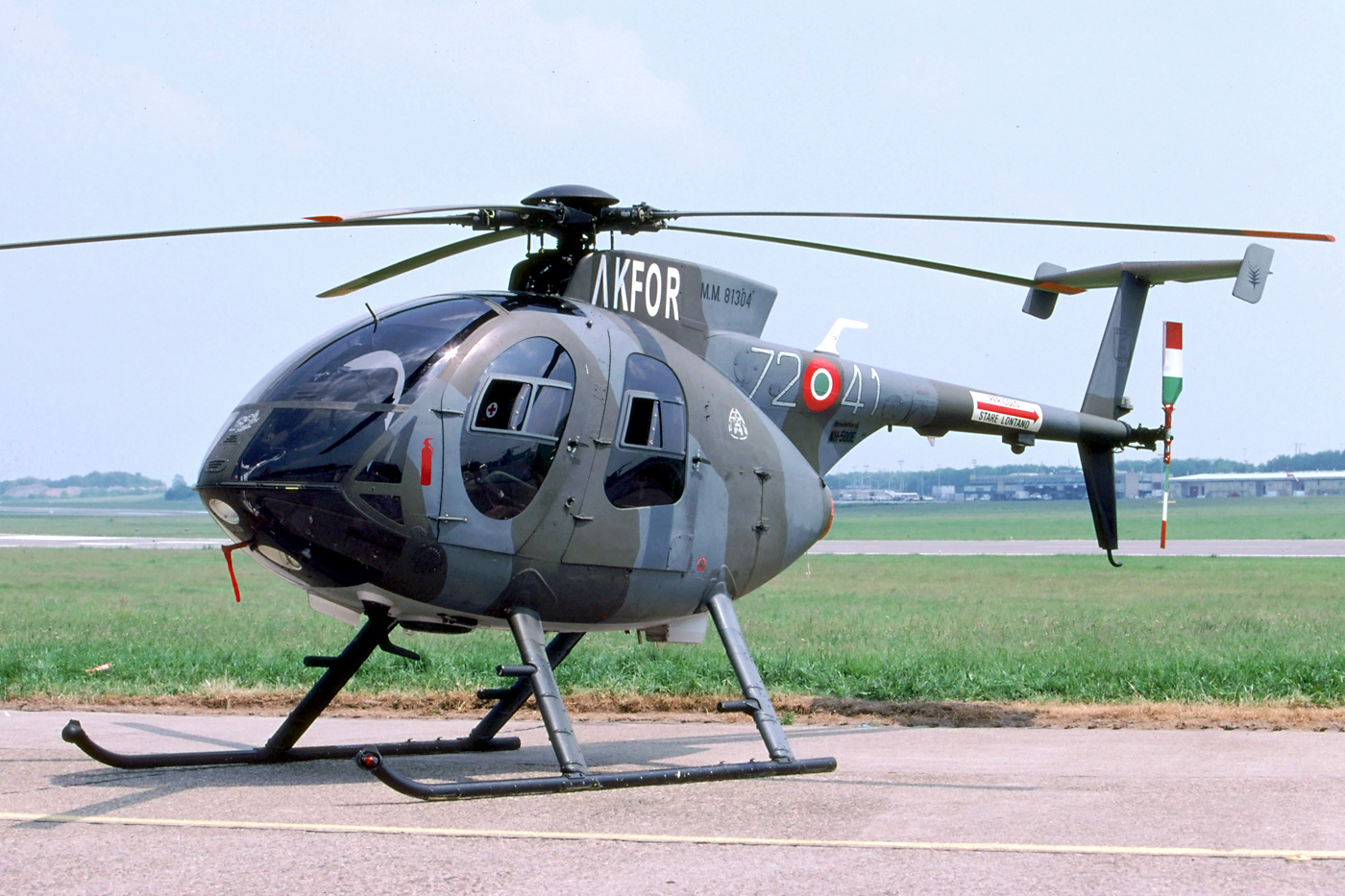
NH 500E dell'Aeronautica Militare

500D Scout Defender
Versione da ricognizione armata.
500M Defender
Versione militare da esportazione del 500C.
500MD Defender
Versione militare del 500D.
500MD/TOW Defender
Versione armata con missili anticarro BGM-71 TOW.
500MG Defender
Versione militare del 500E.
520MG Defender
Versione per le forze armate filippine derivata dal 500MG.
520MK Black Tiger
Versione del 500MG costruita su licenza da Korean Air.
530F Cayuse Warrior
Versione da ricognizione e attacco derivata dal 530F.
530G
Versione militare del 530F.
530MG Defender
Versione del 530G con motori più potenti e nuova avionica.
530 Nightfox
Versione per operazioni notturne del 500MG e del 530MG.
540F
Versione migliorata del 530F con un nuovo rotore a 6 pale.
530G
Versione derivata dal 530F con sistemi elettronici più avanzati.

## Utilizzatori

### Governativi
Argentina
- Prefectura Naval Argentina

6 Hughes 369HS consegnati nel 1968 e ritirati dal servizio nel 1987.
 Belgio
- Polizia federale

2 MD 520N consegnati nel 1999.
 Colombia
- Policía Nacional de Colombia[14]

 Costa Rica

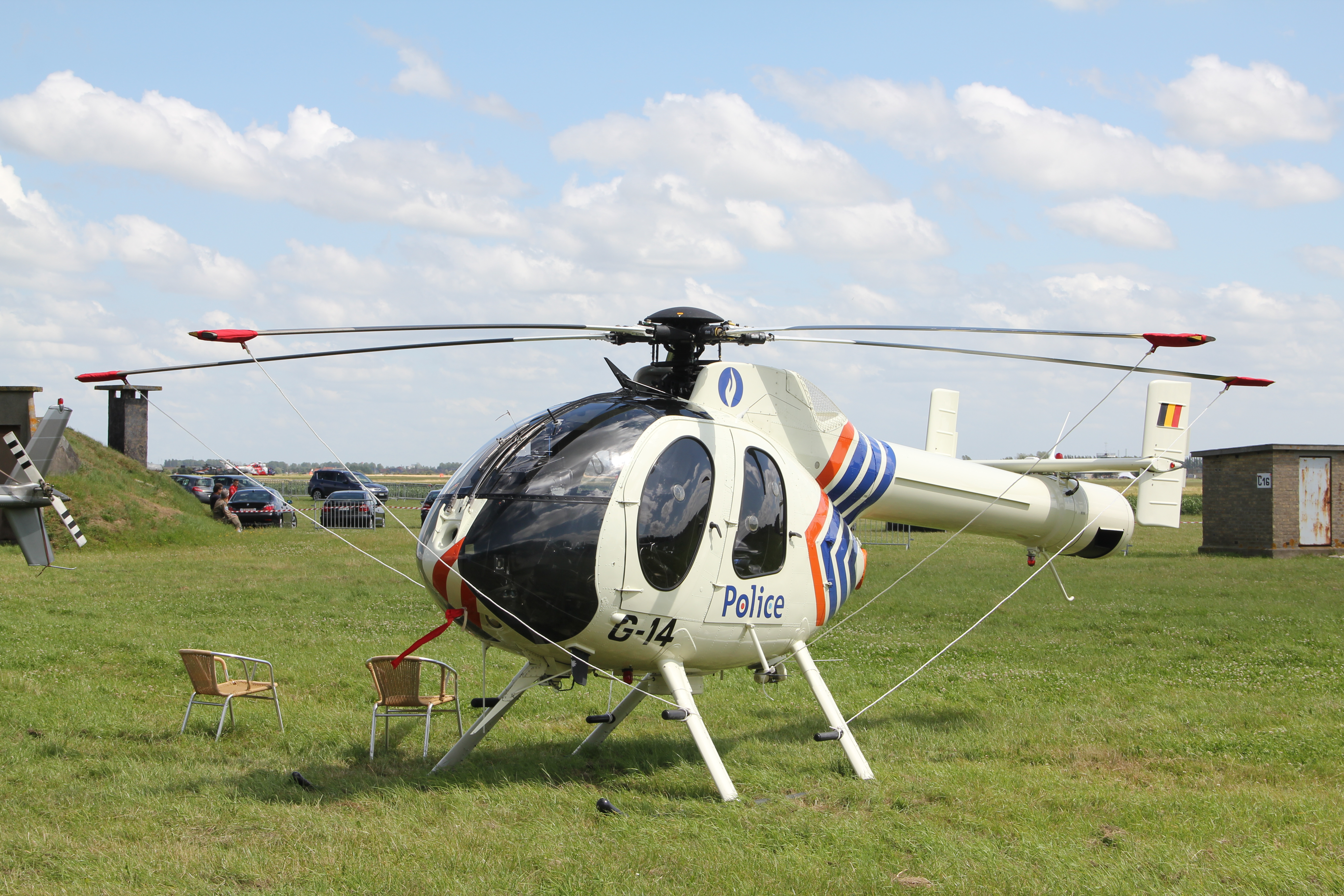
Un MD 520N della polizia federale belga

- Servicio de Vigilancia Aérea - Fuerza Pública

2 MD500E e 2 MD 600N consegnati, tutti in servizio nel 2023.
 Ecuador
- Policía Nacional del Ecuador

3 MD 530F+ acquistati, uno venduto nel 2016 e uno perso nel 2019.
 Italia
- Corpo Forestale dello Stato

3 Hughes 369HS e 3 NH-500D ricevuti nel 1980, altri 7 NH-500D ricevuti in seguito. Trasferiti al Servizio aereo carabinieri allo scioglimento del Corpo.
- Servizio aereo della Guardia di Finanza

73 tra NH-550M, NH-500MC (denominati OH-500A), NH-500MD, (denominati OH-500B), ricevuti a partire dal 1973. 8 in servizio nel 2023 e prossimi al ritiro dal servizio.
 Stati Uniti
- Dipartimento di Stato degli Stati Uniti d'America

4 MD 530 in servizio a marzo 2019.
- Tennessee Valley Authority

3 MD 530F.
- Atlanta Police Department

1 MD 500E in servizio, 2 MD 530F acquistati nel 2022.
- Glendale/Burbank Joint Air Support Unit

2 MD 500E acquistati dal Burbank Police Department nel 1988, 1 MD 520N acquistato dal Burbank Police Department nel 1991, 1 MD 520N e 1 MD 500E di Burbank acquistati dal Glendale Police Department e 1 MD 520N acquistato da Burbank successivamente. 3 MD 520N in servizio dalla riunificazione nel 2007.
- Columbus Division of Police

4 MD 530F acquistati nel 1996.
- Fresno County Sheriff's Office

2 MD 500E consegnati nel 1990 e nel 1991, 1 MD 530F acquistato nel 2018 per sostituire un MD 500E.
- Hawaii County Fire Department

1 MD 500D acquistato nel 1982, sostituito con 1 MD 500E in servizio dal 2010.
- Honolulu Fire Department

1 MD 520N.
- Houston Police Department

8 MD 500E in servizio nel 2022.
- Huntington Beach Police Department

3 MD 530F acquistati per sostituire gli MD 520N.
- Kansas City Police Department

3 MD 500E acquistati nel 2012.
- Las Vegas Metropolitan Police Department

2 MD 500E e 3 MD 530F.
- Oakland Police Department

2 MD 500E.
- Pasadena Police Department

1 MD 500E consegnato nel 2010.
- Pomona Police Department

1 MD 500E in servizio nel 2023.

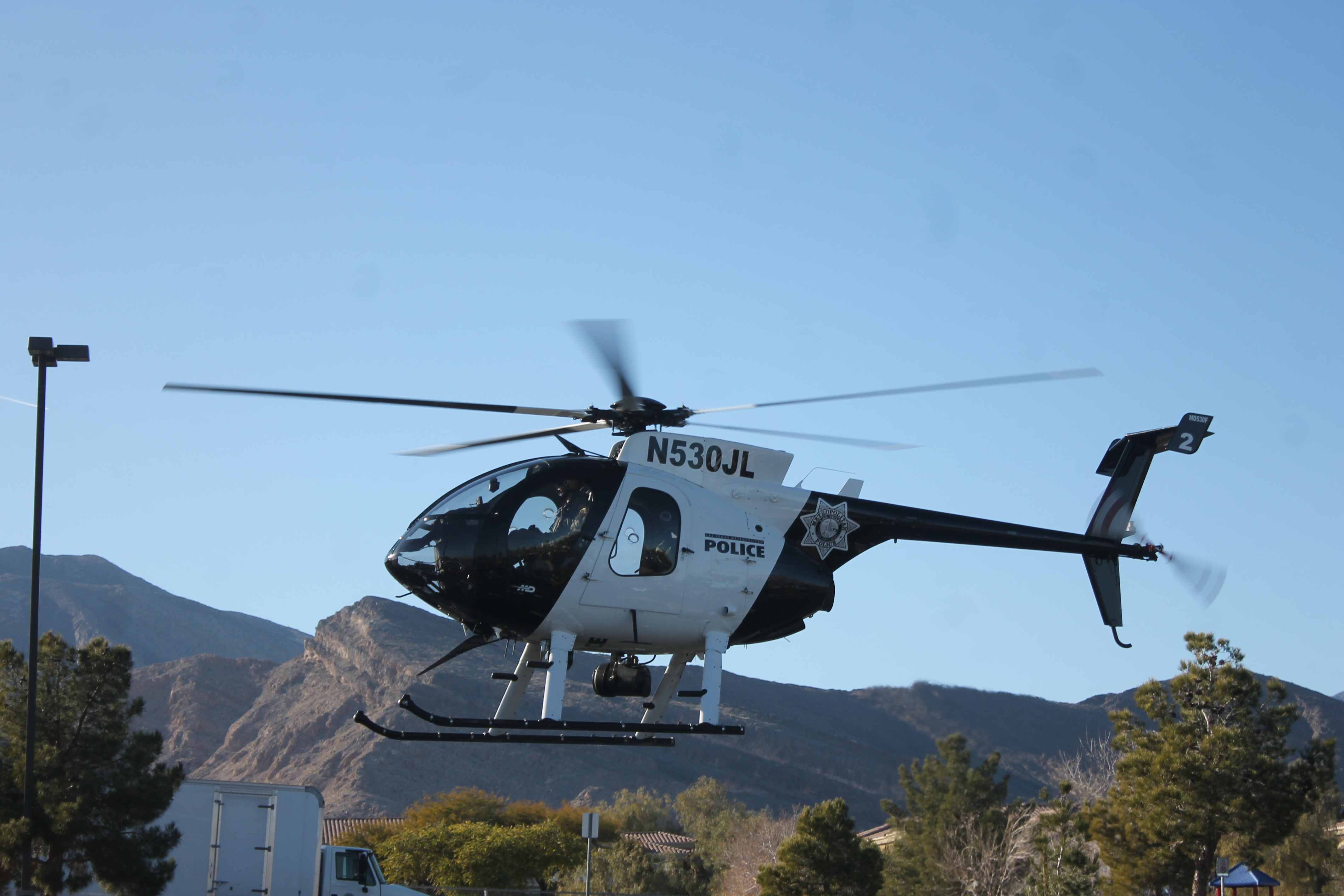
Un MD 530F del LVMPD

- Prince George's County Police Department

5 MD 520N.
- San Diego County Sheriff's Department

1 MD 500D e 3 MD 530F.
- St. Louis Metropolitan Police Department[38]
- St. Louis County Police Department

4 MD 500E.
 Ungheria
- Rendőrség

6 MD500E di seconda mano acquistati nel 1989 dalla inglese Multiflight Aviation Services e immessi in servizio tra il 1990 e il 1991, 4 in servizio al maggio 2019. Due persi in incidenti, il primo nel 1994 e il secondo nel 2005.

### Militari
Afghanistan
- De Afghan Hauai Quvah

60 MD 530F Cayuse Warrior consegnati in due lotti tra il 2011 e il 2019. Ulteriori 12 esemplari sono stati ordinati il 27 novembre 2019, portando il totale a 72 esemplari. Al 30 giugno 2021 erano 50 gli esemplari in dotazione, di cui 43 in condizioni di volo.
 Argentina
- Fuerza Aérea Argentina

30 MD500D ricevuti a partire dal 1968, di cui alcuni costruiti su licenza da Representaciones Aero Comerciales Argentinas.  9 in servizio nel 2023.
 Azerbaigian
- Azərbaycan hərbi hava qüvvələri

1 MD 530 consegnato a marzo 2018 ed in servizio a giugno 2020.
 Cile
- Ejército de Chile

5 MD 530F ricevuti nel 1989 seguiti da circa altri 15.
 Colombia
- Fuerza Aérea Colombiana

15 Hughes 369HM acquistati nel 1968, altri 10 369M acquistati nel 1977, 15 MD 500D acquistati nel 1985, 5 MD 530 acquistati nel 1987.
 Corea del Nord
- Chosŏn Inmin Kun Konggun

87 tra MD 500D e MD 500E consegnati negli anni '80 aggirando l'embargo.
 Corea del Sud
- Daehanminguk Yuk-gun

247 in servizio nel 2022. Il 21 dicembre 2023 è  stato annunciato che i primi sei di 16 MD 500MD che l'Esercito sudcoreano avrebbe donato all'Esercito del Kenya, sono stati inviati negli USA per essere sottoposti ad un programma di aggiornamento prima della consegna.
- Daehan Minguk Gonggun

25 in servizio nel 2022.
 Croazia
- Hrvatsko ratno zrakoplovstvo i protuzračna obrana

4 consegnati nel 1995 e ritirati nel 2001.
 El Salvador
- Fuerza Aérea Salvadoreña

6 acquistati negli anni 80, tra cui 5 andati persi nella guerra civile di El Salvador. 4 MD500E consegnati nel 2012, uno dei quali è stato perso in Mali nel 2019.  Ulteriori 12 MD530F sono stati donati dagli Stati Uniti a settembre 2021. I primi 4 sono stati consegnati nell'ottobre 2022 ma a causa del deterioramento delle relazioni USA-El Salvador non è noto se gli esemplari rimanenti verranno consegnati.
 Filippine
- Hukbong Himpapawid ng Pilipinas

27 MD 520MG e 6 MD 530MG consegnati tra il 1990 ed il 1995, 24 in servizio nel 2022.
 Finlandia
- Suomen maavoimat

5 MD 500D trasferiti dall'Aeronautica nel 1997, 3 MD 500D acquistati negli anni 2000.
 Giappone
- Guardia costiera giapponese

2 KH-369HS di costruzione Kawasaki in servizio dal 1979 al 1993.
 Guinea
- Force Aérienne de Guinée

2 MD 500MD consegnati, tutti in servizio a maggio 2021.
 Honduras
- Fuerza Aérea Hondureña

Consegnati negli anni 80, ritirati progressivamente dal servizio.
 Indonesia
- Tentara Nasional Indonesia Angkatan Udara

12 MD 500C trasferiti da Pelita Air nel 1982. Ritirati dal servizio.
 Israele
- Heyl Ha'Avir

30 MD 500D/TOW e 6 MD 500E acquistati nel 1979, ritirati entro il 1997.
 Italia
- Aeronautica Militare

Due NH-500D consegnati nel 1989, 50 NH-500E, denominati TH-500B, consegnati a partire dal 1990. 27 TH-500B in servizio nel 2023.
- Servizio aereo carabinieri

12 tra NH-500C e NH-500D ricevuti dopo lo scorporo del Corpo Forestale dello Stato. 8 NH-500D in servizio nel 2021.
 Kenya
- Kenya Army

40 consegnati tra il 1980 ed il 1985 suddivisi in 25 MD 500D/E utility e da osservazione, 15 MD 500MD/TOW da attacco. 6 MD 530F Cayuse Warrior sono stati consegnati nel dicembre 2019. Il 21 dicembre 2023 è  stato annunciato che i primi sei di 16 MD 500MD che l'Esercito sudcoreano avrebbe donato a quello del Kenya, sono stati inviati negli USA per essere sottoposti ad un programma di aggiornamento prima della consegna.
 Libano
- Al-Quwwat al-Jawwiyya al-Lubnaniyya

6 MD 530F+ consegnati a ottobre 2021.
 Malaysia
- Tentera Darat Malaysia

6 MD 530G acquistati nel 2016 e consegnati nel 2022.
 Messico
- Armada de México

3 MD 500E ricevuti nel 1990 per l'addestramento dei piloti, 1 in servizio nel 2022.
- Fuerza Aérea Mexicana

25 MD 530F in due lotti nel 1992 e  dopo il 1994. 13 in servizio nel 2021.
 Nigeria
- Nigerian Army

12 MD 530F Cayuse Warrior Plus annunciati nel 2023.
 Panama
- Servicio Nacional Aeronaval

1 in servizio nel 2023.
 Spagna
- Flotilla de Aeronaves

5 MD 500M ASW consegnati nel 1972 e 7 consegnati nel 1977.  Ritirati nel 2023.
 Taiwan
- Zhōnghuá Mínguó Hǎijūn

12 MD 500MD ASW acquistati nel 1977 e immessi in servizio nel 1979, 9 in servizio nel 2020.

## Elicotteri comparabili
- Aérospatiale SA 341 Gazelle
- Eurocopter EC 120 Colibri
- Mil Mi-34
- PZL SW-4 Puszczyk
- Robinson R66